# Inszas
Inszas – miasto w Egipcie, w muhafazie Asz-Szarkijja. W 2006 roku liczyło 35 414 mieszkańców.